# Ghafour Jahani
Ghafour Jahani (persan : غفور جهانی) (né le 18 juin 1950 à Bandar-e Anzali en Iran) est un joueur de football international iranien, qui évoluait au poste d'attaquant, avant de devenir entraîneur.

## Biographie

### Carrière de joueur

#### Carrière en sélection
Avec l'équipe d'Iran, il joue 29 matchs (pour 7 buts inscrits) entre 1974 et 1978. 
Il figure dans le groupe des sélectionnés lors de la coupe du monde de 1978. Lors du mondial, il joue trois matchs : contre les Pays-Bas, l'Écosse et enfin le Pérou.
Il participe également aux JO de 1976. Il joue trois matchs lors du tournoi olympique organisé au Canada.